# ياماتو ماتشيدا
ياماتو ماتشيدا (باليابانية: 町田 也真人) (مواليد 19 ديسمبر 1989)، هو لاعب كرة قدم ياباني سابق كان يلعب كلاعب وسط.

## وصلات خارجية
- ياماتو ماتشيدا على موقع رابطة كرة القدم اليابانية للمحترفين (اليابانية)
- ياماتو ماتشيدا على موقع قاعدة بيانات كرة القدم.إي يو (الإنجليزية)
- ياماتو ماتشيدا على موقع Soccerway.com (الإنجليزية)
- ياماتو ماتشيدا على موقع عالم كرة القدم.نت (الإنجليزية)